# Kontekstmenu
En kontekstmenu (også kaldet genvejsmenu, pop op-menu og pop op- eller pop-up-menu) er en menu i en grafisk brugergrænseflade der vises ved brugerinteraktion, såsom et højreklik med musen. En kontekstmenu tilbyder et begrænset antal valgmuligheder, der er tilgængelige i den aktuelle tilstand eller kontekst af det operativsystem eller den applikation, som menuen tilhører. Normalt er de disponible valg handlinger beslægtet med  det valgte objekt. Fra et teknisk synspunkt er en sådan kontekstmenu et grafisk kontrolelement.